# Xã Post Oak, Quận Johnson, Missouri
Xã Post Oak (tiếng Anh: Post Oak Township) là một xã thuộc quận Johnson, tiểu bang Missouri, Hoa Kỳ. Năm 2010, dân số của xã này là 2.022 người.